# Alois Stöger
Alois Stöger (ur. 3 września 1960 w Linzu) – austriacki polityk, samorządowiec i działacz związkowy, od 2008 do 2017 minister w różnych resortach.

## Życiorys
W 1979 ukończył szkołę zawodową (Berufsschule), uzyskując kwalifikacje mechanika. Kształcił się później w ramach kursów organizowanych przez Austriacką Izbę Pracy oraz Europejski Instytut Związków Zawodowych. W latach 1997–2000 studiował na Université de Strasbourg II.
Od 1979 był robotnikiem w koncernie stalowym Voestalpine. Zaangażował się w działalność związkową. W latach 1982–1986 przewodniczył organizacji młodzieżowej przy centrali związkowej Österreichischer Gewerkschaftsbund. W latach 1986–1999 kierował strukturami Gewerkschaft Metall-Bergbau-Energie w powiecie Gmunden. Następnie do 2008 przewodniczył związkowi zawodowemu Gewerkschaft Metall-Textil w Linzu. Od 2004 zasiadał w zarządzie regionalnej kasy chorych w Górnej Austrii, od 2005 do 2008 pełnił funkcję jej przewodniczącego.
Działacz Socjaldemokratycznej Partii Austrii. Od 1997 wybierany na radnego Gallneukirchen, w latach 2003–2007 był członkiem zarządu tego miasta. W grudniu 2008 wszedł w skład rządu Wernera Faymanna jako minister zdrowia, rodziny i młodzieży. W lutym 2009 przeszedł na stanowisko ministra zdrowia, pozostał na nim również w powołanym w grudniu 2013 drugim gabinecie dotychczasowego premiera. We wrześniu 2014 powierzono mu funkcję ministra transportu, innowacji i technologii, zaś w styczniu 2016 zastąpił Rudolfa Hundstorfera na stanowisku ministra pracy, polityki społecznej i spraw konsumentów. Pozostał na tym stanowisku także w utworzonym w maju 2016 gabinecie Christiana Kerna.
W wyborach w 2017 z ramienia socjaldemokratów uzyskał mandat deputowanego do Rady Narodowej XXVI kadencji. W grudniu tegoż roku zakończył pełnienie funkcji rządowej. W 2019 z powodzeniem ubiegał się o poselską reelekcję.